# 卡尔韦利诺
卡尔韦利诺，是西班牙卡斯蒂利亚-莱昂萨莫拉省的一个市镇。 总面积33平方公里，总人口260人（2001年），人口密度8人/平方公里。